# 山下佐知子
山下 佐知子（やました さちこ、現姓・吉原。1964年8月20日 - ）は、女子陸上競技（長距離走・マラソン）元選手で、現在は主に指導者として活動中。2016年11月より、日本陸上競技連盟・2020年東京オリンピックナショナルチーム女子強化コーチ担当。

## 経歴・人物

### 現役選手時代
鳥取県鳥取市出身。鳥取県立鳥取東高等学校、鳥取大学教育学部を卒業。一旦教育職に就くが、陸上競技への思いを断ちがたく教員を退職後、1987年に京セラに入る。日本陸上競技選手権大会をかつて3回制した（5,000m・1974年、10,000m・1971年、1979年）浜田安則の指導を受け、主に女子マラソンで頭角を現した。
初マラソンは1989年3月の名古屋国際女子マラソンで、当時の初マラソン日本女子最高タイ記録をマーク。2年後の1991年3月の名古屋国際女子マラソンでは、自身念願のマラソン初優勝を果たす。その後、同年8月の世界陸上選手権女子マラソンでは、日本人トップの2位入賞を果たして銀メダルを獲得、日本女子マラソンのメダリストの嚆矢となった。1992年8月のバルセロナオリンピックの女子マラソンでは惜しくも五輪メダルに届かなかったものの、4位入賞の好成績を挙げる。その1991年世界陸上選手権で4位、1992年バルセロナオリンピックで銀メダルを獲得した有森裕子は、当時山下にとって最大の好敵手であった。

### 指導者時代
1994年5月に選手として第一生命に移ったが、1996年3月に現役引退を表明。その後同年4月より、第一生命・女子陸上部の監督を務めている。自ら指導し活躍した女子選手には、伊藤真貴子（1997年11月の第19回東京国際女子マラソンで優勝）、尾崎好美、野尻あずさ、田中智美、上原美幸などがいる。
2002年12月の第22回全日本実業団対抗女子駅伝競走大会（岐阜県開催）では、第一生命の監督として駅伝初優勝を果たす（女性指導者としては同大会初）。その後も、2011年12月の第31回全日本実業団対抗女子駅伝競走大会（宮城県開催）で、第一生命として9年ぶり2回目の駅伝優勝を達成した。
毎年12月下旬の日曜日に行われる、NHKテレビ放映の全国高校女子駅伝では、かつて2014年迄TVの実況解説者としても活動していた。さらに2001年より2007年までの6年間、増田明美と共に日本陸上競技連盟の理事を務めていた。
2008年3月、第一生命陸上部の元マネージャーだった、13歳年下の吉原智司との結婚を公表。
2008年11月16日、第30回東京国際女子マラソンを愛弟子の尾崎好美が優勝。さらに翌2009年8月23日、世界陸上ベルリン大会女子マラソンでは尾崎好美が2位に入り銀メダルを獲得。18年前の世界陸上東京大会での山下と肩を並べる成績を挙げた事や、3日前の8月20日には自身の誕生日だった話などをインタビュアーに訊かれると、山下は「いやぁ～照れますねぇ…」と終始はにかみながらも愛弟子の健闘を称えていた。
2011年5月30日、NHKテレビ放映の『ディープピープル』に元女子マラソン選手の有森裕子、千葉真子らと出演した。
2012年3月12日、尾崎好美が同年8月5日開催のロンドンオリンピック・女子マラソン日本代表に選出。その際尾崎は「山下監督と一緒に五輪に行く目標が叶って嬉しい。『指導者としても良い監督だ』というのを示したい」と語っていた（しかしロンドン五輪女子マラソンでの尾崎は19位に終わり、山下に続くオリンピック入賞は果たせなかった）。
それから4年後の2016年3月17日、田中智美も8月14日開催のリオデジャネイロオリンピック・女子マラソン日本代表に選出されたが、奇しくも前回ロンドン五輪の尾崎と同じく19位に終わった。
田中智美（女子マラソン種目）の2015年世界陸上落選・2016年リオデジャネイロ五輪代表選出について
2014年11月15日、同回限りで最後となる第6回横浜国際女子マラソン（翌2015年8月開催・世界陸上北京大会女子マラソン国内選考会）で、男女通じて唯一の優勝者だった愛弟子の田中智美が、2015年3月11日の世界陸上北京大会女子マラソン日本代表選出の理事会において、ゴールタイムが2時間26分57秒と日本陸連設定記録（2時間22分30秒）より約4分半も遅く、さらにレース前半で先頭集団を追わなかった消極的な展開等がマイナス材料となり、無念の落選となった。最後の3番手争いは、2015年1月の大阪国際女子マラソンで2時間26分39秒で日本人トップながら2位だった重友梨佐（天満屋）が選出されるも、タイム差は僅か18秒だったため、増田明美・高橋尚子らが日本陸連に異議を挙げた。田中を指導する山下もTwitterで「田中が世界で戦うには力不足なのは謙虚に受け止めねばと思いますが、今回の選考理由はまだ受け入れられません」と、陸連の選考法に疑問視するコメントを呟いていた。その2日後の3月13日、山下は日本陸連に対して今後の女子マラソン選考について、改めて詳細な説明を求める考えを示した。
しかしこの悔しさをバネに、山下はその後駅伝指導などを他コーチに任せマンツーマンで田中を徹底的に指導専念を図った。翌2016年3月13日、リオデジャネイロオリンピック女子マラソン・国内最終選考会の名古屋ウィメンズマラソンに田中をエントリー。田中は36Km過ぎからゴール直前の約5Kmの間、小原怜（天満屋）との死闘を繰り広げたが、残り200mを過ぎた辺りで田中がラストスパートで小原を突き放す。この結果、小原と僅か1秒差の2時間23分19秒の総合2位（日本人トップ）に入り、ゴール直後の山下監督と田中は嬉し涙を流しながら抱擁を交わす。それから4日後、日本陸連は田中をリオ五輪女子マラソン日本代表へ正式に選出。尚山下は指導者として、前回ロンドン大会の尾崎好美に続いて、2大会連続でオリンピック・女子マラソン日本代表選手を輩出する事となった。
それでも、その喜びと同時に山下は「1年前は優勝を目指しても展開を問われたり、どういうレースをすれば良いのか混乱していた。横浜（国際女子）で前半、ペースの速い先頭集団につかなかった事を批判されたが、今回の名古屋ウィメンズの方が15Km地点迄のラップは遅かった」「今後も当事者が納得出来る説明の仕方に気を付けて欲しい」と改めて陸連の選考に苦言を呈している。さらには、愛弟子の田中からも「伊藤舞さん（大塚製薬・世界陸上北京大会女子マラソン7位入賞）が悪い訳では無いですが、世界陸上のマラソン入賞で五輪即内定ならば、（世界陸上は）入賞を目指すだけの日本人同士の争いになる」と選考基準に対し疑問の声が挙がった。
2020年東京五輪・日本陸連ナショナルチーム女子強化コーチに就任
2016年8月開催のリオ五輪本番は、田中（19位）を含めた男女マラソン日本代表6人全員がメダル獲得・8位以内入賞も及ばず、かつ女子マラソン日本代表は3大会でメダル・入賞を逃す成績不振続きに、日本陸連は2020年東京五輪マラソン種目の選考方法に大幅な再考を表明。リオ五輪後の2016年11月2日、山下は陸連・東京五輪女子強化コーチ（長距離走・マラソン）に就任となった。

## マラソン全成績
- 1989年03月05日　名古屋国際女子マラソンが初マラソン。2時間34分59秒の4位に入り、当時小島和恵の持つ初マラソン日本女子最高タイ記録をマークした。
- 1989年11月05日　ニューヨークシティマラソンに出走するが、2時間53分15秒の34位に終わり唯一の失敗レースとなった。
- 1990年01月28日　大阪国際女子マラソンに出走、2時間33分17秒の8位だった（同レースでは有森裕子が2:32:51の6位に入り、当時山下・小島の持つ初マラソン日本最高記録を更新）。
- 1990年08月26日　北海道マラソンに出場。2時間35分41秒の2位に入り、日本女子ではトップとなる。
- 1991年03月03日　直前に世界陸上東京大会女子マラソン代表に決定。同日名古屋国際女子マラソンに出走、ポルトガルのアウロラ･クーニャとチェコスロバキアのL･メリチェロワらと競り合う中、30km地点を過ぎた後に山下自らスパートして独走、2時間31分02秒でフルマラソン初優勝を成し遂げた。
- 1991年08月25日　世界陸上東京大会女子マラソン本番に出場。25度を超す気温という過酷な気象条件により、1988年ソウルオリンピック金メダリストのロザ・モタ等有力選手が次々優勝争いから脱落する中、山下はレース終盤まで優勝候補のポーランドのワンダ・パンフィル、さらにドイツのカトリン・ドーレと互角に競り合った。この結果、山下は優勝したパンフィルにわずか4秒差とあと一歩及ばなかったが、それでも2時間29分57秒の自己ベストタイムをマークして準優勝、銀メダルを獲得。世界陸上選手権で日本選手がメダルを獲得したのは、彼女が史上初であった。この成績により、翌年8月開催のバルセロナオリンピック女子マラソンの内定代表に決まった。
- 1992年08月01日　バルセロナ五輪女子マラソン出場。レース中盤の30km手前、日本代表の陸上女子選手として64年ぶりに五輪銀メダルを獲得した有森のスパートについていけなかったが、このレースも気温30度を超す猛暑の中、終始持ち前の粘り強さを発揮して2時間36分26秒の4位入賞を果たした（当初山下は5着でゴールしたが、4着だったマディナ・ビクタギロワ（英語版）がドーピング違反で失格したため、山下は4位に繰り上がった。小鴨由水は29位）。その後は故障等に悩まされ、1996年アトランタオリンピック女子マラソン選考レースへの出場を断念。このバルセロナ五輪女子マラソンが、山下自身の現役選手として最後のレースとなった。
- 2007年2月18日　第1回東京マラソンへ久々にフルマラソンを出走。ゴールタイム5時間08分52秒、女子の部2937位（有森は現役ラストランで出場、2:52:45で女子の部5位だった）。